# Грэм, Билл
Билл Грэм (англ. Bill Graham; 8 января 1931, Берлин, Германия — 25 октября 1991) — американский бизнесмен, музыкальный импресарио и промоутер.
Погиб в вертолётной катастрофе в 1991 году.
В 1992 году был посмертно принят в Зал славы рок-н-ролла (в категории «Неисполнители»).